# Kiki de Montparnasse (roman graphique)
Kiki de Montparnasse est un roman graphique franco-belge en noir et blanc dessinée par Catel et scénarisée par José-Louis Bocquet publié en 2007 par Casterman dans la collection Écritures.

## Synopsis
L'itinéraire de Kiki de Montparnasse, modèle français, née le 2 octobre 1901 à Châtillon-sur-Seine (Côte-d'Or) et morte le 23 mars 1953 à Paris 7e. Elle fut la muse et parfois l'amante d’artistes célèbres, elle est aussi chanteuse, danseuse, gérante de cabaret, artiste peintre et actrice de cinéma.

## Réception
Les critiques de ce roman graphique sont excellentes :
- 3,9 sur 5 chez BD Gest'[1]
- 7,3 sur 10 chez SensCritique[2]
- 4,07 sur 5 chez Babelio[3]
- 3,58 sur 5 chez BDthèque[4]
- 3 sur 4 chez PlanetBD[5]
- 4 sur 5 chez Lachasseauxlivres[6]
- 4,5 sur 5 chez Critiques libres[7]

## Récompenses
- Prix de public ; Essentiel à Angoulême - 2008.
- Prix mille pages - 2007.
- le prix grand prix RTL de la bande dessinée en 2007[8] ;
- le prix 2007 du meilleur album au Lyon BD festival[9] ;
- le prix du public Cultura en 2008 au festival international de la bande dessinée d'Angoulême.